# Агроцибе ранняя
Агро́цибе ра́нняя, или полёвка ра́нняя (лат. Agrocybe praecox) — съедобный гриб из рода Агроцибе (Agrocybe) семейства Строфариевые (Strophariaceae).
Научные синонимы:
- Agaricus gibberosus Fr., 1838
- Agaricus praecox Pers., 1800basionym
- Agaricus togularis Bull. ex Pers., 1801
- Agrocybe gibberosa (Fr.) Fayod
- Hylophila togularis (Bull.) Quél., 1894
- Pholiota praecox (Pers.) P. Kumm., 1871
- Togaria praecox (Pers.) W. G. Sm., 1908

## Описание
Шляпка выпуклая, белая, серая или коричневатая, иногда с желтоватым оттенком, диаметром до 10 см. Пластинки приросшие, светло-серые, у зрелых грибов коричневые.  У молодых грибов пластинки закрыты частным покрывалом, остающимся на ножке в виде кольца.
Ножка до 10 см длиной, до 1—2 см толщиной, белая, в основании иногда с легким бурым оттенком, волокнистой консистенции, вначале плотная, затем полая. У зрелых грибов на ножке имеется светло-бурое кольцо — остаток закрывавшей пластинку плёнки, часто позже исчезающее. Основание ножки может быть утолщено. Мякоть белая или желтоватая, с мучнистым запахом.
Произрастает с мая до середины лета (пик роста — конец мая и начало июня) на опушках лиственных лесов, вырубках, садах и парках. 
Съедобный гриб  невысоких вкусовых качеств, старые экземпляры могут горчить.
Имеет некоторое сходство с шампиньонами, отличается цветом пластинок — они светло-серые, без лилового или розового оттенков, а также обычно длинной и тонкой ножкой.